# Цимпе
Цимпе (на гръцки: Τσίμπη, Тсимпи; на турски: Çimpe, Çimbi, Cimbini, Cembini, Cibni, Çimen, Çemenlik = Чимпе, Чимби, Джимбини, Джембини, Джибни, Чимен и Чеменлик) е средновековна стражева крепост на полуостров Галиполи в днешна Турция. Тя е разположена до Цариградското шосе (на турски: Istanbul Caddesi) между Булаир и Галиполи (на турски: Gelibolu) на командната височина в средата на сушата на най-тясното място на полуострова на 2,5 км югозападно от Булаир.
Издигната от византийците, това е първата крепост в Европа овладяна от турците, откъдето фактически започва тяхното нашествие на континента, спряно чак при Виена в 1683 г. Цимпе е дадена на турците от византийския император Йоан VI Кантакузин в 1352 за решаващата им помощ в Битката при Питион срещу обединените войски на българи, сърби и византийци където побеждава съперника си император Йоан Палеолог в гражданската война. Османците обаче влизат тук в 1354 благодарение на силното земетресение в нощта на 1 срещу 2 март което разрушава стените ѝ. Легендата на завоевателите сочи 1356, когато като разбрал, че е оставена без охрана, Сюлейман паша пратил през тесния пролив 39 най-добри свои бойци които през нощта се покатерили по голяма купчина тор и влезли в пустата крепост, а той като дошъл произнесъл хвалебствена молитва на хълма ѝ известен оттогава като Намаз тепе. След падането на Цариград крепостта, разположена навътре от брега, губи значението си, запусната е и постепенно се саморазрушава.
Въпреки че средновековната крепост вече не стои, нейната позиция остава важна. Тук по време на Кримската война от френските и английските войски е построена линията „Булаир“, в Балканската война на укрепената линия тук се води епичният Бой при Булаир, в който българската войска побеждава турския 10-и корпус, по време на Първата световна война при британската кампанията на Галиполи на Булаирската позиция тук е турската 5-а армия, останките от фортификациите на Цимпе, макар и незначителни, стоят и днес, а наблизо и сега има действащи военни съоръжения.